# 香花木
香花木（學名：Spermadictyon suaveolens）是茜草科香花木属下唯一一个种。旧称香叶木。